# Sempronia (Schwester der Gracchen)
Sempronia (* 170 v. Chr.; † nach 101 v. Chr.) war eine Frau der römischen Aristokratie, die in der mittleren und späten römischen Republik lebte und die vor allem als Schwester des Tiberius Sempronius Gracchus (gestorben 133 v. Chr.) und Gaius Sempronius Gracchus (gestorben 121 v. Chr.) und als Frau des römischen Feldherrn Publius Cornelius Scipio Aemilianus Africanus bekannt ist.
Sie war die Tochter des Censors und ehemaligen Konsuls Tiberius Sempronius Gracchus und seiner Frau Cornelia. Ihre Großeltern mütterlicherseits waren der römische Feldherr Publius Cornelius Scipio Africanus und seine Frau Aemilia Paulla. Sempronias Ehe mit Publius Cornelius Scipio Aemilianus blieb kinderlos. In der misogynen antiken Tradition finden sich Gerüchte, dass Sempronia den Tod ihres Mannes im Jahr 129 v. Chr. mitverschuldet haben soll.
Entgegen dem mos maiorum wurde sie 102 oder 101 v. Chr. zu einer öffentlichen Aussage gedrängt, als sie Lucius Equitius als ihren Neffen anerkennen sollte. Trotz der drohenden Haltung des Volkes, das sich einen Nachfolger des Tiberius Gracchus wünschte, weigerte sie sich. Diese Episode wird von Valerius Maximus in seinem rhetorischen Handbuch facta et dicta memorabilia als Exemplum erwähnt. Indirekte Erwähnung findet Sempronia noch an einer anderen Stelle des gleichen Werkes.